# تهران: شهر عشق
تهران: شهر عشق فیلمی در گونهٔ کمدی درام به کارگردانی علی جابر انصاری و تهیه‌کنندگی محمد احمدی محصول سال ۱۳۹۷ است.

## بازیگران
| بازیگر           | نقش    |
| ---------------- | ------ |
| فروغ قجابگلی     | مینا   |
| مهدی ساکی        | وحید   |
| امیرحسام بختیاری | حسام   |
| بهناز جعفری      | نیلوفر |
| امیررضا علی زاده | -      |
| آرام محضری       | -      |
| محسن سلیمانی     | -      |
| حشمت آرمیده      | -      |
| جعفر درویش زاده  | -      |